# J.F. Hoffmann sr.
Mr. Johan Frederik Hoffmann (Rotterdam, 22 juni 1759 - aldaar, 16 mei 1825) was lid van de firma J.F. Hoffman en Zoonen (ammunitiegeschut en glasblazerij) te Rotterdam en directeur van de Rotterdamsche Maatschappij van Assurantiën van 1790 tot 1825. Hij was wethouder van Rotterdam van 1803 tot 1811.
Hij was de vader van M.A.F.H. Hoffmann, Eerste en Tweede Kamerlid, en J.F. Hoffmann, burgemeester van Rotterdam.